# 精益创业
精實創業（英語：Lean startup），是一種發展商業模式與開發產品的方法，由埃里克·莱斯在2011年首次提出。根據埃里克·莱斯之前在數個美國新創公司的工作經驗，他認為新創團隊可以藉由整合「以實驗驗證商業假設」、「快速更新、迭代產品」、以及他所提出的最簡可行產品（英語：minimum viable product, MVP）及「驗證式學習」，來縮短他們的產品開發週期。埃里克·莱斯認為，初創企業如果願意投資時間於快速更新產品與服務，以提供給早期使用者試用，那他們便能減少市場的風險，避免早期計畫所需的大量資金、昂貴的產品上架，與失敗。
精實創業最初只是2008年埃里克·莱斯在高科技公司任職時的一個想法，現已廣泛應用於任何希望推廣產品到市場上的產業、團隊，或公司。今日，精實創業已經自其誕生地矽谷傳播至全世界，大部分的功勞要歸功於埃里克·莱斯的紐約時報暢銷書榜書籍：《精實創業：今日的創業家如何運用持續的創新去創造快速成功的事業。》